# Aaron Slight
Aaron Slight, punog imena Aaron Tony Slight (Masterton, Regija Wellingon, Novi Zeland, 19. siječnja 1966.), bivši novozelandski vozač motociklističkih utrka, te također i vozač automobilističkih utrka te TV-prezenter. 

## Uspjesi u prvenstvima
Svjetsko prvenstvo - Superbike
- drugoplasirani: 1996., 1998.
- trećeplasirani: 1993., 1994., 1995., 1997.

Pan-Pacifičko prvenstvo - Superbike
- prvak: 1991.

Australsko prvenstvo - Superbike  
- prvak: 1991.
- trećeplasirani: 1989.

Novozelandsko prvenstvo – 250cc
- prvak: 1985., 1986., 1987.

## Vanjske poveznice
- (engl.) aaron-slight.com, wayback
- (engl.) worldsbk.com, Aaron Slight